# 腐生苔屬
腐生苔屬（學名：Cryptothallus）又稱隱片苔屬，是屬於綠片蘚科的一種地錢，此類植物植株矮小，因缺乏葉綠素而呈白色至淺黃色。本屬最早於1919年被描述，1933年被發表為新屬，不過因其形態除顏色外均與綠片蘚屬相似，有學者認為腐生苔屬不是一個獨立的屬，而是綠片蘚屬中不含葉綠素的物種之合稱，而葉綠體、粒線體與細胞核DNA序列的分析結果也支持此論點。
腐生苔屬植物生長在泥炭蘚屬、塔苔屬或灰蘚屬植物形成的腐殖質中，可於深至20公分處生長，雖名為腐生，但腐生苔不以腐生取得養分，而是屬於菌異營植物，本身不行光合作用，而是透過寄生能與其他植物形成外菌根的真菌以取得有機養分。本屬是目前已知唯一一類菌異營的苔蘚植物，其寄生的真菌多屬擔子菌門，例如胶膜菌属的物種，而綠片蘚屬的植物也常與擔子菌門真菌形成菌根。
腐生苔屬目前已知有兩種物種，其中Cryptothallus mirabilis全株均呈白色，生長在沼澤中，常與樺木一起出現，廣泛分佈於歐洲北部，並曾在格陵蘭島出現。另一物種Cryptothallus hirsutus於1977年在哥斯大黎加被發現，並於1996年被發表為新種，該物種僅分別於1977年與1979年被採集到，目前對其所知甚少，亦尚不確定其是否為菌異營植物。

## 外部連結
- Huldremossa Aneura mirabilis (Cryptothallus mirabilis)